# Liste der Mitglieder der American Academy of Arts and Sciences/1885
Im Jahr 1885 wählte die American Academy of Arts and Sciences 14 Personen zu ihren Mitgliedern.

## Neugewählte Mitglieder
- George Washington Cullum (1809–1892)
- August Wilhelm Eichler (1839–1887)
- Edward Singleton Holden (1846–1914)
- Augustus Lowell (1830–1900)
- Gaston Camille Charles Maspero (1846–1916)
- Albert Abraham Michelson (1852–1931)
- George S. Morison (1842–1903)
- Lewis Mills Norton (1855–1893)
- Ezekiel Gilman Robinson (1815–1894)
- John Codman Ropes (1836–1899)
- Denman Waldo Ross (1853–1935)
- Gaston de Saporta (1823–1895)
- Edwin Forrest Sawyer (1849–1937)
- Heinrich von Wild (1833–1902)